# Jules Viot
Pour les articles homonymes, voir Viot.
Jules Louis Viot, né le 14 juin 1910 à Ville-sur-Tourbe (Marne) et mort pour la France le 9 octobre 1947 à Cao Bằng (Indochine française), est un aviateur français.

## Distinctions
- Chevalier de la Légion d'honneur à titre posthume.
- Croix de guerre des Théâtres d'opérations extérieurs à titre posthume
- Médaille coloniale

## Hommages
- La base aérienne 105 Évreux-Fauville, où était stationné l'Escadron de transport 1/64 Béarn, porte le nom de tradition « Commandant Viot ».